# Marksistowskie Zrzeszenie Historyków
Marksistowskie Zrzeszenie Historyków – zrzeszenie powołane na VII Zjeździe Historyków Polskich we Wrocławiu we wrześniu 1948 roku. Reaktywowane w 1950 roku.

## Historia i działalność
Stowarzyszenie zostało powołane było, aby: wyzwolić polską historiografię z pęt tradycjonalizmu i zlikwidować zacofanie ideologiczne na odcinku historycznym. W jego skład weszli historycy związani z PPR i PPS: Stanisław Arnold, Celina Bobińska, Natalia Gąsiorowska, Henryk Jabłoński, Żanna Kormanowa, Kazimierz Piwarski, Marian Henryk Serejski, Józef Sieradzki i Roman Werfel. Zrzeszenie nie podjęło działalności z braku kadr.
Reaktywacja Marksistowskiego Zrzeszenia Historyków nastąpiła w 1950 roku. 19 lutego 1950 odbyła się w Warszawie, w sali Senatu UW, Konferencja Organizacyjna Marksistowskiego Zrzeszenia Historyków. Manifest programowy ogłosiła Bobińska na łamach „Nowej Kultury” z 2 kwietnia 1950 (O przełom w nauce historycznej). Działalność po krótkim okresie energicznej działalności zaczęła jednak wkrótce zamierać. Szefem MZK był Stanisław Arnold, członkami zarządu m.in. dyrektor Centralnej Szkoły PPR Tadeusz Daniszewski, Żanna Kormanowa, Celina Bobińska, Nina Assorodobraj, Henryk Jabłoński.